# Mikael Gam
Mikael Gam, född 14 februari 1901 i Sinding, död 24 maj 1982 i Virum, var en dansk-grönländsk rektor och politiker. Han var grönlandsminister i Viggo Kampmanns och Jens Otto Krags regeringar 1960-1964.
Mikael Gam var son till gårdsägaren Andreas Gam (1866-1935) och Dagmar Biendine Petersen (1881-1962). Han arbetade inom lantbruket till 1920, då han började studera till lärare. Han tog examen 1924 från Silkeborg seminarium och arbetade ett år som lärare i Uge, utanför Tinglev. Han blev därefter anställd som lärare på seminariet i Godthåb (Nuuk) 1925, vid samma tidpunkt som obligatorisk undervisning i danska infördes. Han utnämndes till föreståndare för efterskolen (en form av internatskola) i Egedesminde (Aasiaat) 1928, ett ämbete han innehade till 1948. Han var även skolkonsult för Nordgrønland (1931-1948) och sakkunnig för grønlandskommissionen (1948-1950). I samband med att den nya skollagen infördes, som innebar en åtskillnad av skolan från kyrkan, utsågs Gam, som den första, till skoldirektör för Grönland 1950. Han blev också ledamot i Grönlands kulturella råd (från 1950), nämndeman i Grønlands Landsret (från 1951) och ledamot i Arktisk Institut (från 1955).
Gam lämnade uppdraget som skoldirektör 1960, då han blev invald i Folketinget för Nordgrønlands valkrets som representant för Grönland. Han var partipolitiskt oberoende. Då koalitionsregeringen mellan Socialdemokratiet och Det Radikale Venstre saknade ett mandat för att uppnå en majoritet i Folketinget, utnämnde statsminister Viggo Kampmann Gam till grönlandsminister och säkrade därmed en majoritet. Gam behöll denna ministerpost till valet 1964, då han lämnade rikspolitiken. Han var därefter ordförande av Det Grønlandske Selskab (1965-1970), som fungerat som rådgivande organ för danska politiker och myndigheter om grönländska förhållanden. Han även ledamot i Folketingets Grönlandsfond och ledamot i Kong Christian den Tiende og Dronning Alexandrines Fond.
Gam har varit författare till ett antal läroböcker, samt boken Kalâleq arnaq (1954) som behandlar de grönländska kvinnornas situation. Han gav ut sina memoarer, Een gang Grønland, altid Grønland 1972.

## Utmärkelser
- Kommendör av Dannebrogorden,  1962[5]

[Redigera Wikidata]